# It's Not About You
It's Not About You è un brano musicale del gruppo britannico Scouting for Girls prodotto da Andy Green per l'album di debutto del gruppo, intitolato Scouting for Girls. Il brano, che è stato pubblicato come quarto singolo estratto dall'album il 4 agosto 2008 è riuscito ad arrivare sino alla trentottesima posizione della classifica dei singoli più venduti nel Regno Unito.

## Tracce
7" vinyl
1. It's Not About You
2. Keep on Walking

CD Singolo
1. It's Not About You
2. Keep on Walking
3. Mountains of Navaho

## Classifiche
| Classifica (2008) | Posizione più alta |
| ----------------- | ------------------ |
| Regno Unito       | 38                 |